# Чехи
Че́хи (чеш. češi [ˈtʃɛʃɪ]) — западнославянский народ, основное население Чехии. Общая численность — более 12 млн; говорят на чешском языке западнославянской подгруппы славянской группы, близком к словацкому и верхнелужицкому.
Значительные общины чехов живут во Франции, Германии, Великобритании, США, Словакии, Хорватии, Австрии, Польше и Украине.

## Название
Название «чех» образовано при помощи уменьшительного форманта *-xъ от праслав. *čel-, отражённого в словах *čelověkъ и *čelędь, то есть внутренняя форма этого слова — «член рода».

## История
Чехи произошли от славян, проживавших на территории Богемии, Моравии и Силезии с VI века, а также проживавших здесь до славян германских и кельтских племён, таких как маркоманны, бойи, герулы. Первое славянское государство Само существовало на территории современной Моравии (оно было основано в 622 году).
В 1860-х годах в ходе массовой эмиграции часть чехов переселилась на территорию Российской империи.
До начала XX века среди чехов выделялись несколько этнографических и субэтнических групп: гораки, ходы, моравы и другие.

## Известные представители

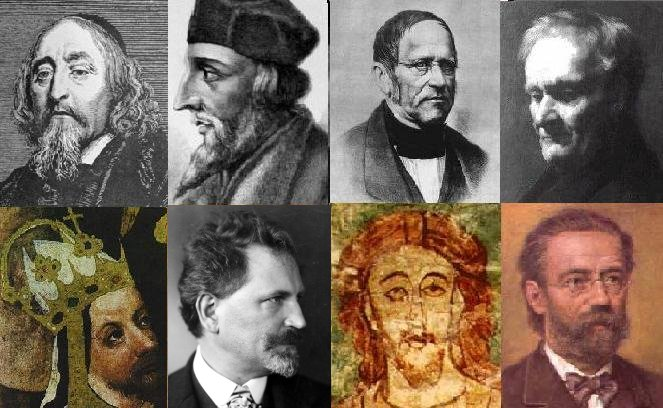
Слева направо, сверху вниз: педагог Ян Амос Коменский; проповедник Ян Гус; политик Франтишек Палацкий; учёный Ян Эвангелиста Пуркине; император Священной Римской империи Карл IV, художник Альфонс Муха; король Чехии Вратислав II; композитор Бедржих Сметана

### Исторические деятели
Наиболее известный из всех чешских королей — Карл IV Люксембургский (1346—1378), который также был императором Священной Римской империи. Из числа монархов значительным авторитетом у своих современников пользовались также короли Пржемысл Отакар II (1253—1278) и Йиржи Подебрад (1458—1471).
Из других значимых личностей можно отметить деятеля Реформации Яна Гуса, педагога-гуманиста Яна Амоса Коменского и Вацлава Гавела — писателя, драматурга, правозащитника и государственного деятеля, последнего президента Чехословакии и первого президента Чехии.
Ян Жижка — вождь гуситов, полководец, национальный герой чешского народа.

### Деятели искусства
Среди чехов немало значительных людей, оставивших след в мировом искусстве.
Поэт Ярослав Сейферт был лауреатом Нобелевской премии по литературе. Ярослав Гашек, Карел Чапек, Владислав Ванчура, Эдуард Шторх, Мария Майерова составляют список чешских писателей с мировым именем.
Чешскому народу принадлежат также композиторы Бедржих Сметана и Антонин Дворжак; певцы Карел Готт и Хелена Вондрачкова; художники Альфонс Муха и Зденек Буриан; кинорежиссёры Карел Стеклы, Отакар Вавра, Франтишек Влачил и режиссёры анимационного кино Иржи Трнка и Карел Земан; фотограф Ян Саудек.

### Спортсмены
- Хоккеисты — Доминик Гашек и Яромир Ягр.
- Теннисисты — Иван Лендл и Мартина Навратилова.
- Легкоатлеты — Эмиль Затопек и Ян Железны.
- Футболисты — Йозеф Масопуст, Павел Недвед, Петр Чех.
- Биатлонисты — Зденек Витек и Габриэла Коукалова.
- Культуристы — Алоис Пек, Либор Минаржик.

## Религия
В X веке в Чехии было принято христианство. На сегодняшний день большая часть населения Чехии, однако, не причисляет себя ни к какой из религий: в 2021 г. 56,9 % населения страны не относило себя к какому-либо вероисповеданию. Среди верующих жителей Чехии бо́льшую часть составляют католики.